# Eustochus cinctus
Eustochus cinctus is een vliesvleugelig insect uit de familie Mymaridae.

## Naamgeving
De wetenschappelijke naam is voor het eerst geldig gepubliceerd in 1846 door Francis Walker. De soortaanduiding cinctus betekent vrij vertaald 'geringd'. In 2020 werd de soort in het geslacht Eustochus geplaatst en wordt sindsdien aangeduid met de wetenschappelijke naam Eustochus (Caraphractus) cinctus.

## Levenswijze
Eustochus cinctus parasiteert op de eieren van de geelgerande watertor, die de eieren onder water afzet in waterplanten. De vrouwelijke wespen moeten zich hierdoor in het water begeven, waarbij ze hun vleugels gebruiken om te zwemmen.